# Градище (Козє)
Градище (словен. Gradišče) — поселення в общині Козє, Савинський регіон, Словенія. Висота над рівнем моря: 390 м. 